# Андре Замбо Ангиса
Андре Франк Замбо Ангиса (фр. André-Frank Zambo Anguissa; 16. новембар 1995) је камерунски фудбалер, игра на позицији везни играч. Тренутно наступа за Наполи и репрезентацију Камеруна.

## Клупска каријера
Каријеру је започео 2013. у Котон Спорту, а следеће године је дебитовао у Ремсу. Прешао је у Олимпик Марсељ 2015. где је дебитовао 17. септембра у УЕФА Лиги Европе против Гронингена. Три дана касније је дебитовао у Лиги 1 против Олимпик Лиона. Играли су 16. маја 2018. у финалу УЕФА Лиге Европе изгубивши од Атлетико Мадрида на Парк Олимпик Лиону у Десен Шарпју. У августу 2018. је прешао у Фулам, а у јулу 2019. је позајмљен Виљареалу након што је Фулам испао из Премијер лиге. Дебитовао је 17. августа одигравши пуних деведесет минута са резултатом 4—4 против Гранаде. Потписао је 31. августа 2021. трогодишњи уговор пре него што је позајмљен Наполи 2021—22 . Откупили су његова права од Фулама 26. маја 2022, а 7. септембра је постигао свој први гол у УЕФА Лиги шампиона у победи над Ливерпулом резултатом 4—1. Свој први гол је убацио 1. октобра у Серији А победивши 3—1 Торино.

## Репрезентативна каријера
Дебитовао је за репрезентацију Камеруна 24. марта 2017. у пријатељској утакмици победивши Тунис са 1—0. Изабран је за Светско првенство 2022.

## Успеси

### Клуб
| Клуб                 | Сезона          | Лига            | Лига    | Лига   | Национални куп | Национални куп | Лига куп | Лига куп | Европа  | Европа | Остало  | Остало | Укупно  | Укупно |
| Клуб                 | Сезона          | Дивизија        | Наступи | Голови | Наступи        | Голови         | Наступи  | Голови   | Наступи | Голови | Наступи | Голови | Наступи | Голови |
| -------------------- | --------------- | --------------- | ------- | ------ | -------------- | -------------- | -------- | -------- | ------- | ------ | ------- | ------ | ------- | ------ |
| Олимпик Марсељ       | 2015—16.        | Лига 1          | 9       | 0      | 1              | 0              | 2        | 0        | 1       | 0      | —       | —      | 13      | 0      |
| Олимпик Марсељ       | 2016—17.        | Лига 1          | 33      | 0      | 3              | 0              | 1        | 0        | —       | —      | —       | —      | 37      | 0      |
| Олимпик Марсељ       | 2017—18.        | Лига 1          | 37      | 0      | 2              | 0              | 1        | 0        | 16      | 0      | —       | —      | 56      | 0      |
| Олимпик Марсељ       | Укупно          | Укупно          | 79      | 0      | 6              | 0              | 4        | 0        | 17      | 0      | —       | —      | 106     | 0      |
| Фулам                | 2018—19.        | Премијер лига   | 22      | 0      | 0              | 0              | 3        | 0        | —       | —      | —       | —      | 25      | 0      |
| Фулам                | 2020—21.        | Премијер лига   | 36      | 0      | 1              | 0              | 1        | 0        | —       | —      | —       | —      | 38      | 0      |
| Фулам                | 2021—22.        | Чемпионшип      | 3       | 0      | 0              | 0              | 0        | 0        | —       | —      | —       | —      | 3       | 0      |
| Фулам                | Укупно          | Укупно          | 61      | 0      | 1              | 0              | 4        | 0        | —       | —      | —       | —      | 66      | 0      |
| Виљареал (позајмица) | 2019—20.        | Ла Лига         | 36      | 2      | 3              | 0              | —        | —        | —       | —      | —       | —      | 39      | 2      |
| Наполи (позајмица)   | 2021—22.        | Серија А        | 25      | 0      | 0              | 0              | —        | —        | 5       | 0      | —       | —      | 30      | 0      |
| Наполи               | 2022—23.        | Серија А        | 36      | 3      | 1              | 0              | —        | —        | 8       | 1      | —       | —      | 45      | 4      |
| Наполи               | 2023—24.        | Серија А        | 12      | 0      | 0              | 0              | —        | —        | 4       | 1      | 0       | 0      | 16      | 1      |
| Наполи               | Укупно          | Укупно          | 73      | 3      | 1              | 0              | —        | —        | 17      | 2      | 0       | 0      | 91      | 5      |
| Каријера укупно      | Каријера укупно | Каријера укупно | 246     | 5      | 11             | 0              | 8        | 0        | 34      | 2      | 0       | 0      | 299     | 7      |

### Репрезентација
| Репрезентација | Година | Наступи | Голови |
| -------------- | ------ | ------- | ------ |
| Камерун        | 2017   | 11      | 2      |
| Камерун        | 2018   | 4       | 0      |
| Камерун        | 2019   | 9       | 0      |
| Камерун        | 2020   | 2       | 1      |
| Камерун        | 2021   | 9       | 2      |
| Камерун        | 2022   | 11      | 0      |
| Камерун        | 2023   | 3       | 0      |
| Укупно         | Укупно | 49      | 5      |

| Број | Датум              | Место                   | Противник  | Скор | Резултат | Такмичење                                 |
| ---- | ------------------ | ----------------------- | ---------- | ---- | -------- | ----------------------------------------- |
| 1    | 22. јун 2017.      | Стадион Санкт Петербург | Аустралија | 1—0  | 1—1      | Куп конфедерација 2017.                   |
| 2    | 11. новембар 2017. | Стадион Леви Мванаваса  | Замбија    | 1—1  | 2—2      | Квалификације за Светско првенство 2018.  |
| 3    | 12. новембар 2020. | Стадион Дуала           | Мозамбик   | 3—0  | 4—1      | Квалификације за Афрички куп нације 2021. |
| 4    | 4. јун 2021.       | Стадион Винер Нојштат   | Нигерија   | 1—0  | 1—0      | Пријатељска утакмица                      |
| 5    | 13. новембар 2021. | Стадион Орландо         | Малави     | 2—0  | 4—0      | Квалификације за Светско првенство 2022.  |

## Успеси

### Олимпик Марсељ
- Вицешампион УЕФА Лиге Европе (1) : 2017/18.[16]

### Наполи
- Серија А (1) : 2022/23.

### Камерун
- Бронза Афричког купа нација (1) : 2021.[17]